# Social Investment
Dieser Artikel wurde aufgrund inhaltlicher und/oder formaler Mängel auf der Qualitätssicherungsseite des Portals Wirtschaft eingetragen. 
Du kannst helfen, indem du die dort genannten Mängel beseitigst oder dich an der Diskussion beteiligst.
Als Social Investment, auch Soziale Investition, bezeichnet man die Unterstützung von Projekten und Unternehmen, die einen ökologischen und nachhaltigen Beitrag zur Gesellschaft leisten. Diese Unterstützung kann sowohl monetär als auch in Form von Dienstleistungen erfolgen. Im weiteren Sinne ist der Begriff Social Investment jedoch nicht auf private Beiträge zu begrenzen, wie die umfangreiche Literatur zu dem Begriff belegt.
In der Umgangssprache bedeutet „sozial“ den Bezug einer Person auf eine oder mehrere andere Personen; dies beinhaltet die Fähigkeit (zumeist) einer Person, sich für andere zu interessieren, sich einfühlen zu können, das Wohl Anderer im Auge zu behalten (Altruismus) oder fürsorglich auch an die Allgemeinheit zu denken.

## Begriffsherkunft
Der Begriff Social Investment bezeichnete ursprünglich Spenden für wohltätige Organisationen und Projekte im Sozialbereich sowie im Bereich der Entwicklungshilfe in Schwellen- und Entwicklungsländern. Er wurde sogar zum Gegenstand der universitären Forschung.
Durch das Aufkommen sogenannter Social Investment Communities (z. B. Kiva oder eine-million-menschen) hat sich die Bedeutung des Begriffs jedoch dahin gehend verändert, dass nicht nur wohltätige Projekte und Hilfsprojekte unterstützt werden, sondern sämtliche Projekte und Unternehmen, die als nachhaltig für die Gesellschaft und ökologisch sinnvoll erachtet werden. Weiterhin wird in der veränderten Bedeutung des Begriffs das Wort „Social“, also „sozial“, im Sinne von gemeinsam und zusammen verstanden. In einer Social Investment Community schließen sich Menschen in einer Gemeinschaft zusammen, um gemeinsam ein Investitionsvolumen zu schaffen, mit dem mehr erreicht werden kann als mit der Spende eines einzelnen. Im Gegensatz zu einem Investmentfonds beteiligt sich der Social Investor mit verhältnismäßig kleinen Beträgen und kann selbst entscheiden, welche Projekte er unterstützen möchte.
In der Community von Kiva können sich Menschen z. B. zu Gruppen zusammenschließen, um Mikrokredite für Unternehmensgründungen in Entwicklungsländern zu vergeben. Ein ähnliches Angebot bietet die Firma Responsability Investments, deren Fokus auch auf die Förderung von Mikrounternehmern in Entwicklungs- und Schwellenländern gerichtet ist. Die Community von eine-million-menschen verfolgt zwar auch einen ähnlichen Ansatz. Hier stehen jedoch nicht Entrepreneure in Entwicklungsländern im Fokus, sondern Gründer aus Deutschland, denen durch die Community Startkapital zur Verfügung gestellt wird. Bei dem Ansatz von eine-million-menschen steht das Wort „sozial“ nicht nur für das gemeinsame Investieren, sondern hat vor allem noch die soziale Komponente, dass der Social Investor mit seinem Beitrag aktiv neue Unternehmensgründungen in Deutschland fördert, wodurch neue Arbeitsplätze entstehen und der Wirtschaftsstandort Deutschland gestärkt wird.  Weiterhin werden ausschließlich Projekte und Unternehmensgründungen gefördert, die sich dem LOHAS-Ansatz („Lifestyle of Health and Sustainability“ bzw. „Lebensstil für Gesundheit und Nachhaltigkeit“) verpflichtet haben und somit ökologisch und gesellschaftlich sinnvoll sind.
Neben den Social Investment Communities haben sich auch verschiedene Soziale Beteiligungsgesellschaften etabliert. Diese investieren nach strengen Investitionskriterien als Social Investors in Sozialunternehmen, die mit einem unternehmerischen Ansatz versuchen, soziale Probleme zu lösen. Zu den bedeutendsten institutionalisierten Social Investors gehören im internationalen Raum die LGT Venture Philanthropy und der Social Venture Fund sowie im deutschsprachigen Raum die BonVenture Gruppe.

## Social-Investment-Bereiche von Social Investment Communities

### Produkte und Dienstleistungen
Unter den Begriff Social Investment im Sinne von LOHAS fallen Projekte und Unternehmen, die Produkte oder Dienstleistungen anbieten, die einen wesentlichen sozialen, ökologischen oder nachhaltigen Beitrag leisten. Beispielsweise:
- Alternative/ erneuerbare Energieerzeugung
- Klimaschutz
- Gesundheit
- biologische Landwirtschaft
- effiziente Wassertechnik
- alternative Antriebe
- Fairer Handel
- Wohngenossenschaften

### Produktgestaltung
Die Projekte und Unternehmen achten auf eine innovative, nachhaltige Produktgestaltung. Beispielsweise achten sie bei der Qualität ihrer Produkte auf:
- Lebensdauer und Nutzungseffizienz
- Produktsicherheit
- Recyclingfähigkeit
- Ersatz gefährlicher Stoffe
- Verwendung nachwachsender Rohstoffe

### Produktion
Das Unternehmen gestaltet den Produktions- und Absatzprozess nachhaltig, indem es beispielsweise auf folgende Kriterien achtet:
- Minimierung des Energie- und Rohstoffverbrauchs
- Umweltverträglichkeit als Unternehmenspolitik
- ständige und nachhaltige Verbesserung der Umweltleistungen
- fairer Umgang mit Geschäfts- und Handelspartnern

### Arbeitsbedingungen
Das Unternehmen schafft vorbildliche Arbeitsbedingungen für seine Mitarbeiter. Beispielsweise:
- Arbeitssicherheit und Gesundheitsschutz am Arbeitsplatz
- Förderung von Frauen, ethnischen und sozialen Minderheiten (Affirmative Action)
- Gerechte Entlohnung

### Firmenphilosophie
Das Unternehmen verfolgt im Unternehmensalltag ethische und moralische Prinzipien und setzt seine Werte in allen Unternehmensbereichen konsequent ein. Diese Werte sind beispielsweise:
- Nachhaltigkeit
- Fairness
- Solidarität
- Ehrlichkeit
- Authentizität
- Ästhetik
- Ressourcengerechtigkeit
- Chancengleichheit
- Engagement im sozialen Bereich sowie im Umweltschutz